# Blue's (Zuccherov album)

Blue's je 3. studijski album talijanskog rock, blues i gospel izvođača Zucchera. Album je izašao u prodaju 1987. godine i postigao neočekivani uspjeh diljem Italije.
Album je prodan u preko 1,3 milijuna primjeraka i na njemu su surađivali mnogi poznati glazbenici poput Miles Davisa. 

## Informacije
- Izdavačka kuća - : Polydor Records (Italija)

- Izašao: 1989.

## Pjesme
1. Blue's introduction (Zucchero) - 0:14
2. Con le mani (Zucchero-G. Paoli-Zucchero) - 4:42
3. Pippo (Zucchero) - 4:44
4. Dune mosse (Zucchero - M.Figliè - Zucchero) - 5:35
5. Bambino io, bambino tu (Legenda) - 5:03
6. Non ti sopporto più (Zucchero) - 4:38
7. Senza una donna (Zucchero) - 4:26
8. Into the groove (solo su CD) - 0:23
9. Hey man (Zucchero-G.Paoli-Zucchero) - 4:30
10. Solo una sana e consapevole libidine salva il giovane dallo stress e dall'azione cattolica (Zucchero) - 4:51
11. Hai scelto me (Zucchero) - 2:27
12. Dune mosse (strumentale, solo su cd) (Zucchero) - 5:35